# Prepona nigerrima
Prepona nigerrima är en fjärilsart som beskrevs av Le Moult 1932. Prepona nigerrima ingår i släktet Prepona och familjen praktfjärilar. Inga underarter finns listade i Catalogue of Life.